# Мао Мао: Герои на Чистото сърце
„Мао Мао: Герои на Чистото сърце“ е американски анимационен телевизионен сериал, създаден от Паркър Симънс, за Cartoon Network. Копродукция между Cartoon Network Studios и Titmouse, премиерата му на 1 юли 2019 г.  Шоуто се основава на краткометражния анимационен филм I Love You Mao Mao, който Симънс първоначално анимира за годишния Titmouse Inc. „5-Second Day“ през 2014 г. и след това публикуван на Newgrounds. 

## Сюжет
Мао Мао: Герои на Чистото сърце се фокусира върху шериф Мао Мао, смел котарак, който има голямо намерение да приключенства. По време на едно от приключенията си той се забива в един малък, сладък и пухкав град, наречен Долината на Чистото сърце със своя приятел Баджърклопс – язовец киборг, който е негов помощник, и се среща с Адорабат, сладък малък прилеп. Заедно тримата тръгват на приключения, за да защитят своите граждани на Долината на Чистото сърце от силите на злото.

## Герои
- Мао Мао – котарак, който се забива в Долината на Чистото сърце, където прекарва време, помагайки на гражданите. Той е героичен и способен, но може да бъде леко нарцистичен. Независимо от това, той поставя други пред себе си и се грижи за благополучието на приятелите си и хората от Долината на Чистото сърце. Голяма част от личните му несигурности произтичат от живота на пренебрегването му от героичното му семейство. Първоначално Мао Мао е имал опашка, но той я е загубил по време на приключение с оригиналния си партньор Бао Бао, докато бяга от чудовище. Той и партньорът му Баджърклопс живеят заедно в малка къща и отглеждат Адорабат заедно, за да станат един от най-големите герои в историята, за да изпълнят очакванията на семейството си. Той притежава катанен меч, който произвежда интензивна светлина, която той нарече „Джералдин“. Озвучава се от Паркър Симънс.

- Баджърклопс – язовец киборг с роботизирана ръка и очен часовник и съавтор и партньор на Мао Мао. Приключенията му са предимно за храна и, въпреки че е добре оборудван, предпочита да няма физически действия. Въпреки това, той винаги се придържа към страната на Мао Мао за доброто му състояние, за да го предпази от саморазрушителното си поведение. Той беше част от банда, наречена Крадци на дебелината, преди да се присъедини към Мао Мао. В пилотните краткометражни анимационни филми той първоначално беше полярна мечка, наречена Беърклопс. Озвучава се от Грифит Киминс.

- Адорабат – сладък, син, петгодишен прилеп, пребиваващ в Долината на Чистото сърце, който копнее да бъде авантюрист и се присъединява към героите на Чистото сърце като един от съмишлениците и заместниците на Мао Мао. Тя е феерична и развълнувана и поглежда към своя герой и бащина фигура Мао Мао, на когото иска да бъде като един ден. Макар и трудно показано, тя посещава основно училище, където изглежда е най-добрата ученичка, която контролира всички останали. Озвучава се от Лика Леонг.

## Епизоди

### Сезон 1 (2019 – 20)
| № | № | Заглавие                                  | Режисура   | Сценарий                           | Първо излъчване | Първо излъчване в България | Рейтинг (в милиони) |
| - | - | ----------------------------------------- | ---------- | ---------------------------------- | --------------- | -------------------------- | ------------------- |
| 1 | 1 | Обичам те, Мао Мао ("I Love You Mao Mao") | Неизвестно | Натаниел Джоунс и Александриа Куан | 1 юли 2019 г.   | 16 март 2020 г.            | Неизвестно          |
|   |   |                                           |            |                                    |                 |                            |                     |

## В България
В България сериалът е излъчен на 16 март 2020 г. по Cartoon Network.
Нахсинхронен дублаж
| Роля        | Изпълнител            |
| ----------- | --------------------- |
| Мао Мао     | Атанас Сребрев        |
| Баджърклопс | Димитър Ангелов       |
| Адорабат    | Ивет Лазарова-Торосян |
| Кралят      | Сотир Мелев           |
| Орангуснейк | Константин Лунгов     |
| Чъбъм       | Марио Иванов          |
| Кетчъп      | Евгения Ангелова      |
| Пинки       | Антон Порязов         |
| Бени        | Симеон Дамянов        |
| Пени        | Цветелина Атанасова   |
| Мъфинс      | Цветелина Атанасова   |

| Обработка           | студио „Про Филмс“ |
| ------------------- | ------------------ |
| Режисьор на дублажа | Симеон Дамянов     |
| Преводач            | Дара Цветкова      |